# Fontanet (Torà)
Fontanet és una de les sis entitats de població de l'antic municipi de Llanera que l'any 1968 es va incorporar al municipi de Torà. Les altres son: Cellers, Claret, Llanera, Sant Serni i Vallferosa

## Situació
L'església parroquial de Sant Miquel és el nucli que aglutina una població disseminada en masies, una bona part de les quals es troben als plans de Puig-redon, al nord de Fontanet. L'església s'aixeca en un promontori situat a 476 metres d'altitud, per damunt de l'aiguabarreig de la Rasa de Figuerola amb la Riera de Llanera.